# Santa Maria Immacolata e San Giovanni Berchmans

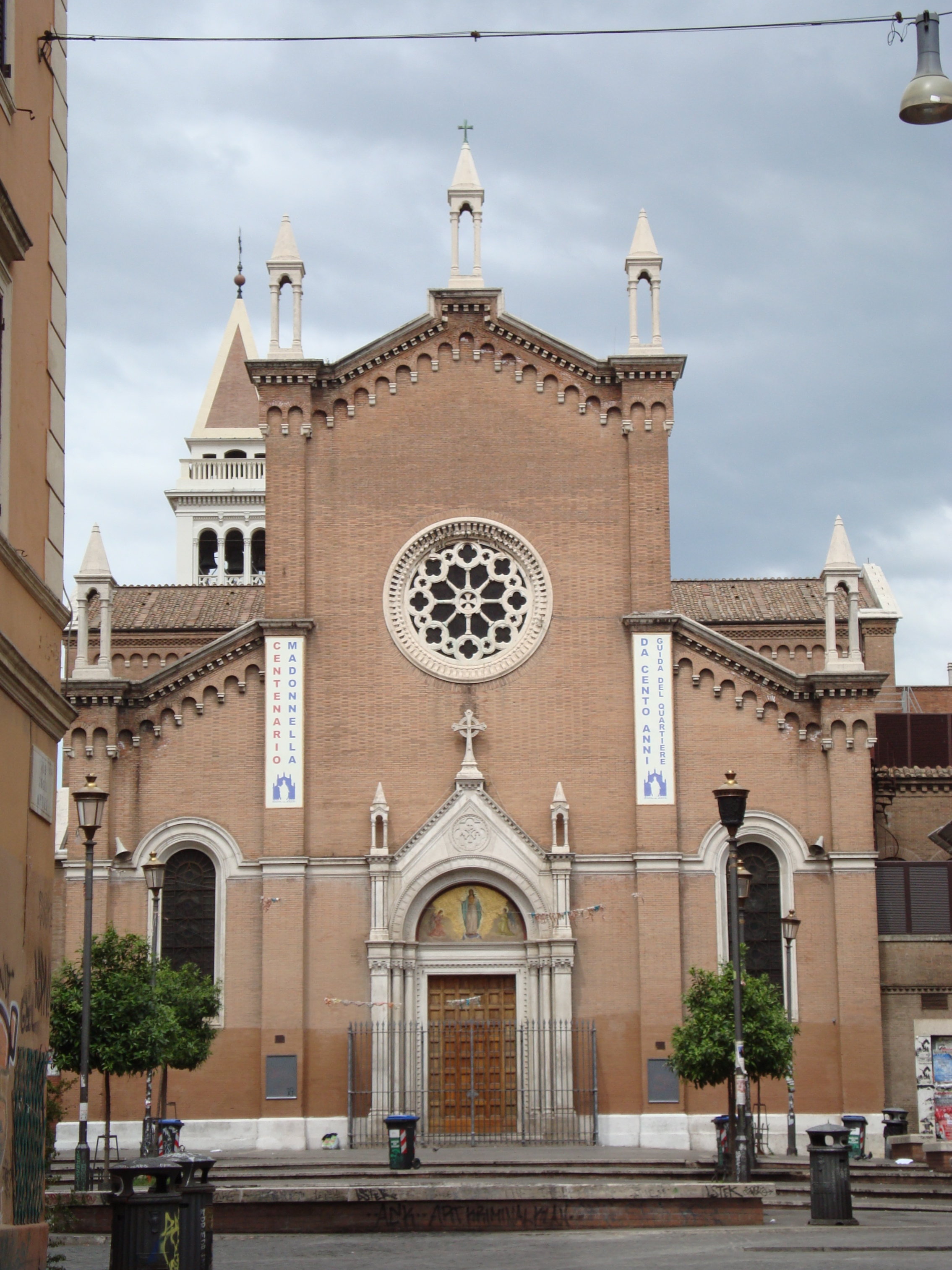
Santa Maria Immacolata e San Giovanni Berchmans, Portalfassade, im Hintergrund der Campanile

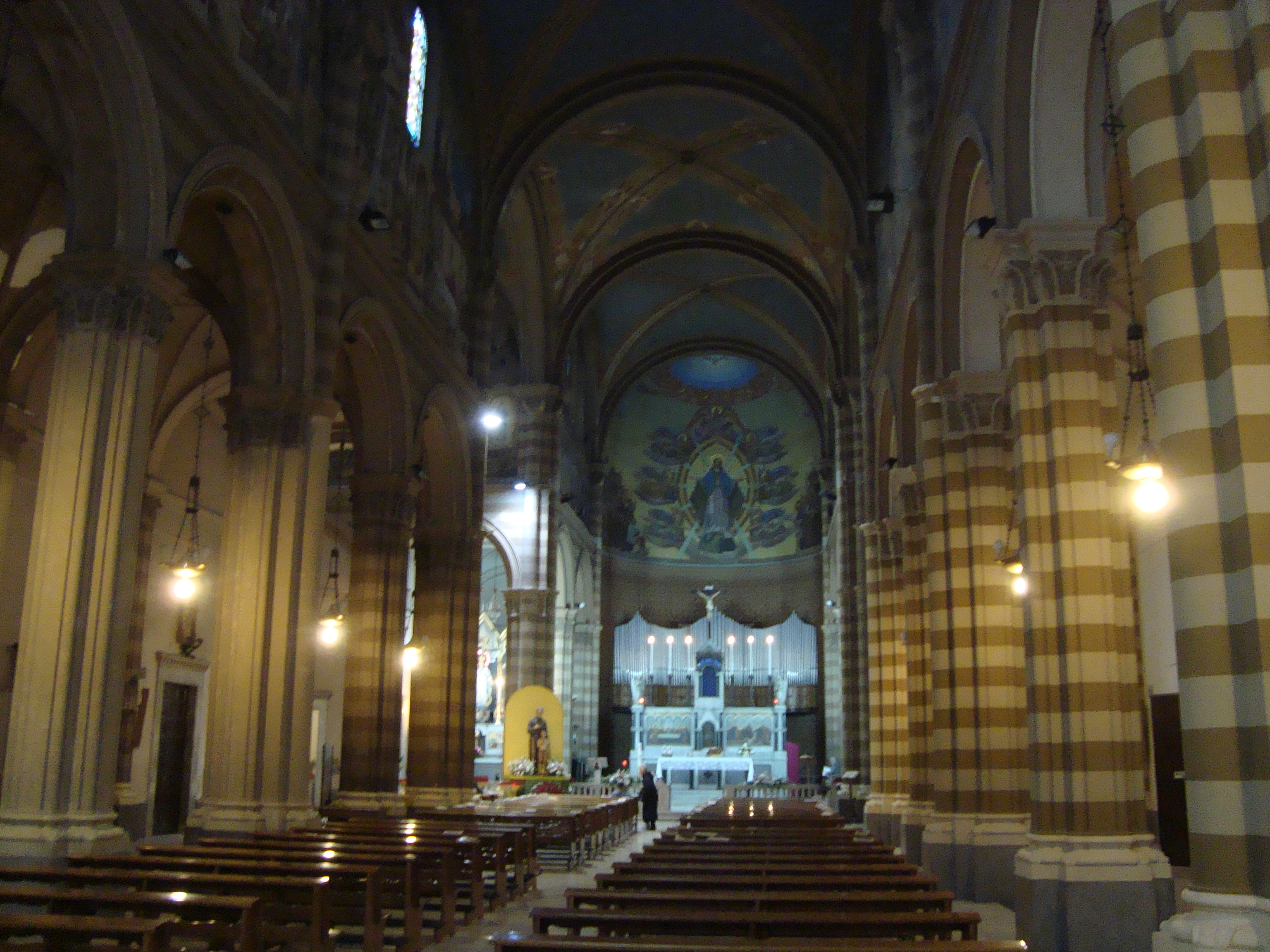
Inneres

Santa Maria Immacolata e San Giovanni Berchmans ist eine römisch-katholische Pfarr- und Titelkirche (Immacolata al Tiburtino) im Quartiere Tiburtino in Rom.

## Geschichte
Papst Pius X. bat 1904 die Josephiner vom hl. Leonardo Murialdo in Venedig, eine Niederlassung im östlichen Bahnhofsviertel Roms zu gründen, wo es viele verwahrloste Straßenjungen gab. Die Kirche des neuen Konvents entwarf der päpstliche Architekt Costantino Schneider. Sie erhielt das Doppelpatrozinium der ohne Erbsünde empfangenen Gottesmutter und des 1888 heiliggesprochenen Jan Berchmans; belgische Katholiken spendeten den größten Teil der Baukosten. Die Weihe erfolgte am 13. März 1909 durch den Erzbischof von Mecheln Kardinal Désiré-Joseph Mercier. Die Priestergemeinschaft nennt sich seit der Heiligsprechung Pius’ X. Opera San Pio X.
Die Bombardierung des Stadtviertels 1944 überstand die Kirche unbeschädigt. Am 28. April 1969 erhob Paul VI. sie zur Titelkirche.

## Bauwerk
Die nach Nordwesten ausgerichtete Kirche ist eine neuromanische, kreuzförmige Backstein-Basilika. 1928/29 erhielt sie den Campanile, der dem Glockenturm des Markusdoms nachgebildet ist. Die Innenausmalung schuf Mario Prayer in den Jahren 1946 bis 1954.

## Kardinalpriester
- Peter Thomas McKeefry (1969–1973)
- Reginald John Delargey (1976–1979)
- Ernesto Corripio y Ahumada (1979–2008)
- Raymundo Damasceno Assis (seit 2010)